# Gilgel Abay
Le Gilgel Abay est une rivière d'Éthiopie, appartenant au bassin du Nil.

## Propriétés
C’est une rivière à méandres, ayant un bassin de 3 887 km2. À l’embouchure, elle a une largeur de 71 mètres, avec un dénivelé de 0,7 mètre par kilomètre. La granulométrie moyenne des matériaux du lit est de 0,37 mm.

## Transport de sédiments
Cette rivière transporte annuellement 22 185 tonnes de charge de fond et 7,6 millions de tonnes de sédiment en suspension vers le lac Tana.